# 王彬 (南朝)
王彬（?—?），字思文，琅邪临沂人，南朝书法家。
王僧虔之子，好文章，習篆隸，與哥哥王志齊名。時人為之語曰：“三真六草，為天下寶。”娶齐高帝女临海长公主，拜驸马都尉，入梁，任吏部尚书，秘书监。